# Кырлык (река)
Кырлык (алт. Кырлык) — река в России, протекает по Усть-Канскому району Республики Алтай. Устье реки находится в 2 км по левому берегу реки Ябаган. Длина реки составляет 33 км.

## Притоки
- Тулугушты
- Нижняя Шиверта
- Верхняя Шиверта
- 25 км: Тулайта

## Данные водного реестра
По данным государственного водного реестра России относится к Верхнеобскому бассейновому округу, водохозяйственный участок реки — Обь от слияния рек Бия и Катунь до города Барнаул, без реки Алей, речной подбассейн реки — бассейны притоков (Верхней) Оби до впадения Томи. Речной бассейн реки — (Верхняя) Обь до впадения Иртыша.